# Evangelische Kirche Scheidt

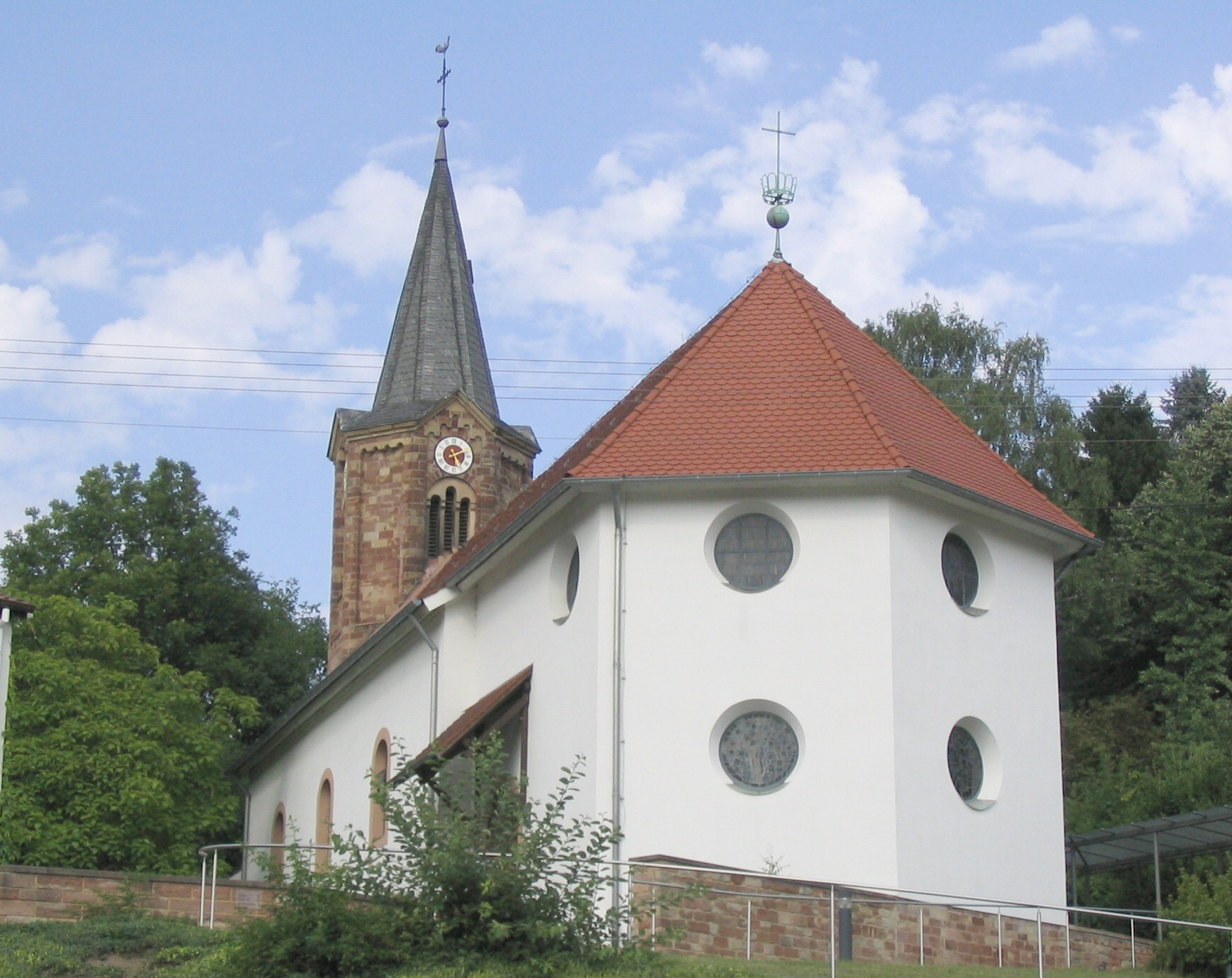
Evangelische Kirche von Südwesten

Die Evangelische Kirche Scheidt ist ein Kirchengebäude im Saarbrücker Stadtteil Scheidt innerhalb der Wohnbebauung. Es liegt an zentraler Stelle etwas südlich der Kaiserstraße (B 40) an der Flanke des Scheidter Berges. In der Denkmalliste des Saarlandes ist die Kirche als Einzeldenkmal aufgeführt.

## Geschichte
Vorgängerbau der heutigen Kirche war eine um 1350 erbaute Dorfkapelle ohne Turm. Bis zur Einführung der Reformation im 16. Jahrhundert gehörte Scheidt zu den Pfarreien des Stifts St. Arnual.
Nach Zerstörungen im Dreißigjährigen Krieg wurde die Kirche in den Jahren 1737 bis 1738 als barocke Saalkirche neu erbaut, wobei der gotische Chorraum des Vorgängerbaus erhalten blieb. Ein Turm wurde nicht errichtet. Stattdessen diente ein hölzernes Gerüst der Aufnahme einer kleinen Glocke. Seit 1870 befindet sich auf der Nordseite ein aus Bruchstein gefertigter Glockenturm im neoromanischen Stil, der nach Plänen des Architekten Karl Memminger errichtet wurde. Der Turm wurde hierbei auf den Altarraum und die Sakristei aufgesetzt und nicht von einem Fundament hochgemauert. Im Rahmen der Errichtung des Turmes, wurde der erhaltene Chorraum der Vorgängerkirche abgerissen.
An der vorderen Giebelseite erfolgte in den Jahren 1957 bis 1958 eine Erweiterung der Kirche um 8 Meter nach Süden. Durch den Anbau, in dem eine Empore Platz fand, wurde die Kapazität der Plätze auf 360 vergrößert.
1995 bis 1997 wurde der Außenbereich mit einer großzügigen Freitreppe und weiteren Freiflächen versehen. Die Baumaßnahmen wurden von Architekt Hubertus Wandel (Saarbrücken) geleitet.
Zur Gemeinde gehört auch das Ende der 1960er Jahre gebaute Gustav-Adolf-Gemeindehaus sowie die Kirche im St. Ingberter Stadtteil Rentrisch. Der Rest des Stadtgebietes St. Ingbert gehört zur Landeskirche in der Pfalz, während die Gemeinde Scheidt den südwestlichen Zipfel der Evangelischen Kirche im Rheinland bildet.

## Ausstattung
Das große Fenster über dem Altar sowie die beiden (unteren) Fenster im Chor stammen von dem nach dem Zweiten Weltkrieg nach Saarbrücken ausgewanderten ungarischen Architekten und Kirchenfenstermaler György Lehoczky und wurden in der Zeit des Umbaus von 1957 eingebaut. Das Fenster am Altar widmet sich thematisch der Auferstehung Jesu Christi, die beiden Chorfenster gedenken der Opfer des Weltkriegs. Zwei Rundfenster, die sich über der Treppe zur Empore befinden stellen die Reformatoren Martin Luther und Philipp Melanchthon dar.
Im Turm befinden sich eine Uhr für alle vier Himmelsrichtungen und drei Glocken, von denen die größte erst 1948 wieder Einzug hielt, da ihr Vorgänger zu Kriegszwecken eingeschmolzen worden war. Sie sind auf die Töne „a“, „c“ und „d“ gestimmt und bestehen aus einer Bronze-Kupfer-Zinn-Legierung mit mindestens 60 % Kupfer.
Während der Turm unverputzt blieb, ist die restliche Kirche von außen verputzt und weiß gekalkt. Auch das Kircheninnere ist weiß gekalkt.

## Orgel
Auf der Empore befindet sich seit 1965 ein Orgelpositiv der Firma Emil Hammer Orgelbau mit zwei Manualen, Pedal und 14 Registern mit einem Umfang von 56 Tönen. Die Disposition lautet wie folgt:
| I Manual C–g3 |                |    |
| 1.            | Rohrflöte      | 8′ |
| 2.            | Principal      | 4′ |
| 3.            | Spitzflöte     | 4′ |
| 4.            | Waldflöte      | 2′ |
| 5.            | Scharff III-IV |    |

| II Manual C–g3 |             |        |
| 6.             | Holzgedackt | 8′     |
| 7.             | Rohrflöte   | 4′     |
| 8.             | Principal   | 2′     |
| 9.             | Terz        | 1 3⁄5′ |
| 10.            | Quinte      | 1 ⁄3′  |
| 11.            | Cymbel III  |        |

| Pedal C–f1 |         |     |
| 12.        | Subbass | 16′ |
| 13.        | Pommer  | 8′  |
| 14.        | Oktave  | 4′  |

- Koppeln: II/I, I/P, II/P

## Glocken
Im Jahr 1956 erhielt die Ev. Gemeinde zwei Bronzeglocken der Saarlouiser Glockengießerei in Saarlouis-Fraulautern. Diese war drei Jahre zuvor von Karl (III) Otto von der Glockengießerei Otto in Bremen-Hemelingen und Aloys Riewer gegründet worden. Die Glocken erklingen auf a' und d''. Sie haben folgende Durchmesser: 968 mm, 725 mm und wiegen: 560 kg, 238 kg.